# Alekseï Voïevoda
Alekseï Ivanovitch Voïevoda (en russe : Алексей Иванович Воевода — Aleksej Ivanovič Voevoda ; en anglais : Alexey Voyevoda) est un boxeur russe et professionnel de bras de fer né le 9 mai 1980 à Kalinovitsa (Ukraine). Double champion olympique de bobsleigh en 2014, il perd ses deux titres en novembre 2017, en raison du dopage de ses coéquipiers Aleksandr Zubkov, Alekseï Negodaylo et Dmitry Trunenkov, avant d'être à son tour disqualifié pour les mêmes raisons par le CIO le 18 décembre 2017. 
Championnat du monde WAF
Alekseïeï Voevoda obtient son premier titre mondial en bras de fer sportif en 2000 au championnat du monde WAF. Il remporte l'or dans la catégorie senior bras droit -110 kg. 
En 2003, il perd en finale face a Travis Bagent (bras droit +110 kg). C'est le match "aller" du film "Pulling John" entre les deux athlètes.
En 2004, il remporte les deux titres mondiaux gauche et droite en +110 kg. 
Championnat d'Europe EAF
2003: vainqueur a droite en +105 kg 
2004: vainqueur a droite en +110 kg 
Zloty Tur
C'est dans cette compétition professionnelle qu'Alekseï Voevoda a le meilleur palmarès au début des années 2000. 
2001, il gagne a droite en +90 kg
2002, il remporte encore la catégorie +90 kg et l'Open
2003, premier a droite en +95 kg et premier a l'Open
2004, il gagne la catégorie +95 kg et prend sa revanche sur Travis Bagent. Et il gagne l'Open pour la troisième année consécutive.
Vendetta
2005: défaite 1-5 contre Travis Bagent (BG)
2005: victoire 4-2 contre Alexey Semerenko (BG)
2007: victoire 6-0 contre Mickaël Todd(BD)
2016: défaite 1-5 contre Tim Bresnan (BD)

## Palmarès

### Jeux olympiques d'hiver
- Médaille d'argent en bob à quatre en 2006 à Turin (Italie) ;
- Médaille de bronze en Bob à deux en 2010 à Vancouver (Canada) ;
- : médaillé d'or en bob à 4 aux JO 2014.

### Championnats du monde de bobsleigh
- Médaille de bronze en bob à deux en 2008 à Altenberg ;
- Médaille d'or en bob à deux en 2011 à Königssee.